# Dytiscus delictus
Dytiscus delictus is een keversoort uit de familie waterroofkevers (Dytiscidae). De wetenschappelijke naam van de soort is voor het eerst geldig gepubliceerd in 1906 door Zaitzev.